# Stralsund-Brief

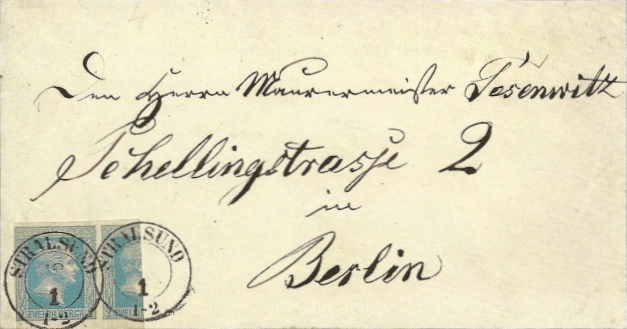
Stralsund-Brief

Als Stralsund-Brief wird ein Brief bezeichnet, der als eine philatelistische Kostbarkeit der Altdeutschen Staaten (1849–1871) zählt. Der Stralsund-Brief gilt als „eine der schönsten Halbierungen Altdeutschlands“. Im Jahr 2023 gab die Deutsche Post eine Sondermarke mit demselben Namen heraus.

## Brief
Der Brief aus Stralsund, gerichtet an einen Maurermeister in Berlin, wurde um 1860 abgesandt. Der Briefinhalt ist nicht mehr vorhanden. Das genaue Datum ist unbekannt; die Datierung „um 1860“ folgt der Tatsache, dass die verwendeten Briefmarken ab 1857 verausgabt wurden und der Aufgabestempel ab April 1859, wobei zu dieser Zeit schon eine andere Ausgabe der Briefmarken herausgegeben worden war.
Die verwendeten Briefmarken stammten aus einem Paar zum Wert von jeweils zwei Silbergroschen (mit einem Porträt König Friedrich Wilhelms IV.) je Marke. Diese zweite Preußen-Ausgabe auf glattem Grund wurde ab 1857 verausgabt und später durch Ausgaben auf gegittertem Grund ersetzt. Für die Beförderung an Empfänger, die mehr als 20 Meilen entfernt waren und bis zu einem Lot wogen, verlangte die Post eine Gebühr von drei Silbergroschen. Offenbar hatte der Absender keine Marke zu einem Silbergroschen parat und schnitt daher eine der beiden Marken zu zwei Silbergroschen längs ab. Diese Halbierung einer Marke war nicht explizit verboten, allerdings auch nicht ausdrücklich vorgesehen. Der Brief wurde dennoch so angenommen und die Frankierung im Stralsunder Postamt mit Stempelaufdruck entwertet.
Die Halbierung einer solchen Briefmarke ist nur in vier Briefen nachgewiesen. Der Stralsund-Brief ist zudem der einzige derartige Brief, auf dem die zweite Preußen-Ausgabe verwendet wurde.
Der Stralsund-Brief war Bestandteil der Sammlung des Philatelisten Philipp von Ferrary. Im Jahr 1937 dann wurde der Brief im Rahmen der Versteigerung der Sammlung von Alphonse Maier von Rothschild erworben, später waren auch John R. Boker und Erivan Haub Besitzer des Briefs. Seit dem Jahr 2020 ist er in Privatbesitz; Besitzer ist Alfred Schmidt, der Präsident des Bundes Deutscher Philatelisten.

## Sonderpostwertzeichen 2023
Im Briefmarken-Jahrgang 2023 der Bundesrepublik Deutschland wird der Stralsund-Brief am Erstausgabetag 1. März 2023 innerhalb der Sonderpostwertzeichenserie „Tag der Briefmarke“ mit einer Briefmarke zu 85 + 40 Cent gewürdigt. Der Zuschlag wird zur Unterstützung der Stiftung für Philatelie und Postgeschichte erhoben. Erste Ausgabe in dieser Reihe war die Marke zum Bordeaux-Brief.
Die Briefmarke zeigt eine Teilansicht des Stralsund-Briefs, nämlich die Frankatur und Abstempelung. Sie ist mit einem Matrixcode versehen. Die Briefmarke (MiNr. 3752, Format 55,00 × 30,00 mm) erscheint zudem als „Philatelie-Block“ (Block 91). Die Zehnerbogengröße beträgt 130,00 × 170,00 mm, die Anordnung der Postwertzeichen ist dabei zwei nebeneinander, fünf untereinander.
Die Briefmarke wurde von Ruven Wiegert entworfen, der Block von Jennifer Dengler.
Gedruckt wurden die Marken im Mehrfarben-Offsetdruck durch die Bagel Security-Print GmbH & Co. KG in Mönchengladbach auf gestrichenem weißem, fluoreszierendem Postwertzeichenpapier DP 2.
Über den aufgedruckten Matrixcode können mittels der App ‚Post und DHL‘ neben den Informationen zur Sendung auch Hintergründe zum Stralsund-Brief abgerufen werden.